# Microsoft Bob
Microsoft Bob — це програмний продукт Microsoft, призначений для надання більш зручного інтерфейсу для операційних систем Windows 3.1x, Windows 95 і Windows NT, замінюючи Диспетчер програм Windows. Програма була випущена 11 березня 1995 року та припинена на початку 1996 року. Майкрософт Боб представив екрани, що показують «будинок» з «кімнатами», куди користувач може піти, і містять знайомі об’єкти, що відповідають комп’ютерним програмам, наприклад, стіл з ручкою та папером, чекову книжку та інші предмети. У цьому випадку, натиснувши ручку та папір, відкриється текстовий процесор.
Собака з мультфільму на прізвисько Ровер та інші герої мультфільму надавали вказівки за допомогою кульок з текстом.
Після випуску Microsoft Bob критикували в засобах масової інформації, і він не здобув широкого визнання серед користувачів, що призвело до його припинення. Його спадщина буде спостерігатися в майбутніх продуктах Microsoft, зокрема використання віртуальних помічників. Персонаж Майкрософт Боб Ровер з’явився як компаньйон для пошуку Windows XP, а Кліппіт на прізвисько «Кліппі» — антропоморфізована канцелярська скріпка як цифровий помічник для Microsoft Office.

## Історія
Microsoft Bob був випущений у березні 1995 року (до виходу Windows 95), хоча до цієї дати він широко розголошувався під кодовою назвою "Utopia".   Керівником проекту для Боба була Карен Фріс, дослідник Microsoft. Дизайн базувався на дослідженнях професорів Кліффорда Насса та Байрона Рівза зі Стенфордського університету .  Мелінда Гейтс, тодішня дружина Білла Гейтса, була менеджером з маркетингу продукту.  Корпорація Майкрософт спочатку придбала доменне ім’я bob.com у бостонського техніка Боба Антіа, але пізніше продала його Бобу Керштейну на доменне ім’я windows2000.com. 